# Penion cuvieranus jeakingsi
Penion cuvieranus jeakingsi es una subespecie de molusco gasterópodo de la familia Buccinidae. 

## Distribución geográfica
Se encuentra en Nueva Zelanda